# Тимофєєв Микола Дмитрович
Тимофєєв Микола Дмитрович (26 грудня 1921, Баку — 25 вересня 1999, Москва) — радянський російський актор театру і кіно. Лауреат Сталінської премії (1952, за фільм «У мирні дні»). Народний артист РРФСР (1969).

## Життєпис
У 1939—1946 роках служив у Червоній Армії, учасник Великої Вітчизняної війни.
Закінчив Театральне училище ім. Б.Щукіна (1950). Працював у Театрі ім. Є.Вахтангова.
З 1950 року знімався в кіно (всього близько 70 ролей), в тому числі — в українських фільмах:
- «Тарас Шевченко» (1951, Добролюбов),
- «У мирні дні» (1951, Афанас'єв),
- «Головний проспект» (1956, Береговий),
- «Круті сходи» (1957, Соколенко),
- «Люди моєї долини» (1960, Стійвода),
- «Мрії назустріч» (1963, Крилов),
- «Повернення Вероніки» (1964, Саєнко),
- «Крутий горизонт» (1970, Петро Матвійович),
- «Стара фортеця» (1973, Іван Федорович, директор заводу),
- «Юркові світанки» (1974, т/ф, батько Юрія),
- «Час — московський» (1976, Василь Андрійович Плющ).

Похований на Ваганьковському кладовищі в Москві.